# Abû al-Baqâ' Khâlid an-Nâsir
Abu'l-Baqa Khalid I ou Abu'l-Baqa Khalid I an-Nasir ibn Yahya (en arabe : أبو البقاء خالد الناصر), décédé en 1311, est le neuvième dirigeant de l'État hafside d'Ifriqiya en 1309-1311 et le huitième calife hafside.

## Biographie
Abu al-Baqa est le fils d'Abu Zakariya Yahya ibn Ibrahim et le petit-fils du calife Ibrahim Ier[à vérifier].
Déjà en 1307/1308, le calife Abu Abdullah Muhammad II al-Mustansir signe un accord avec le père d'Abu al-Baqa, selon lequel, afin de mettre fin aux conflits dynastiques, Abu al-Baqa est déclaré héritier du calife, qui, après la mort de son père, hérite du titre d'émir de Bejaia. Cependant, les cheikhs almohades de Tunisie ignorent le traité et, après la mort de Mahomet, placent sur le trône Abou Bakr, le cousin d'Abou al-Baqi. Après 17 jours, Abou Bakr est renversé par Abou al-Baqa, qui arriea avec une armée de Béjaïa. Le calife nomme son frère Abou Bakr II comme souverain de Constantine[à vérifier].
En 1311, Abu'l-Baqa est renversé par le cheikh et vizir almohade Zakariya ibn al-Lihyani. Une nouvelle guerre dynastique débute lorsque le frère, Abou Bakr II, s'empare de Béjaïa et devient émir indépendant (1312)[à vérifier].